# دشت‌کنار
دشت‌کنار، روستایی از توابع بخش فورگ شهرستان داراب در استان فارس ایران است.

## جمعیت
این روستا در دهستان آبشور قرار دارد و براساس سرشماری مرکز آمار ایران در سال ۱۳۸۵، جمعیت آن ۲۱ نفر (۸خانوار) بوده‌است.